# 依利雅斯奥玛
丹斯里依利雅斯奥玛（1936年11月16日—2018年5月15日），马来西亚公务员、吉隆坡第三任市长，也是吉隆坡历史上任职时间最长的市长，共11年（1981年至1992年）。他也曾担任大马羽总会长，并在1992年率领马来西亚赢得汤姆斯杯冠军。

## 生平
作为吉隆坡市长，依利雅斯奥玛设立吉隆坡纪念图书馆（Pustaka Peringatan Kuala Lumpur），并提出发展布城的概念。1992年7月6日，依利雅斯奥玛宣布，吉隆坡市政厅将改变其公共责任保险政策。7月7日，依利雅斯奥玛与日本大阪市长西尾正也会面讨论加强吉隆坡和大阪之间的双边关系。
1992年9月1日，依利雅斯奥玛宣布辞去吉隆坡市长一职。隔日，他向首相马哈迪·莫哈末和政府首席秘书阿末沙基递交了辞职信。9月8日，内阁在经过会议后接受依利雅斯奥玛的辞呈。
2018年5月15日，依利雅斯奥玛在国家心脏中心病逝，享年82岁。他于5月16日上午11时35分被安葬在安邦路穆斯林公墓。

## 评价
马来西亚能在1992年重夺汤姆斯杯，主要归功于依利雅斯奥玛创建的1988至90年改革计划。他重用中国籍教练如韩健、杨阳和陈昌杰，并引入系统化的训练制度，为夺冠奠基。
羽总秘书黄锦才说：“依利雅斯奥玛的离去，对本土羽坛是巨大损失。1992年，大马最后一次赢得汤杯冠军时，他扮演关键角色，功不可没。”“我谨代表羽总向丹斯里（依利雅斯奥玛）的家属表示哀悼，也希望即将出征曼谷汤尤杯决赛圈（5月20至27日）的国羽将士们，能化悲愤为力量，争取佳绩。如果大马能时隔26年重夺汤杯冠军，这将是对于丹斯里（依利雅斯奥玛）的最高敬礼。”

## 荣誉
- 马来西亚
  -  王室效忠勋章 (P.S.M.) - 丹斯里 (Tan Sri)（1990年）[16]

## 以他名字命名的地方
- 依利雅斯奥玛礼堂（Auditorium Elyas Omar）[17]